# Velika nagrada Masaryka 1937
Velika nagrada Masaryka 1937 je bila osemnajstaneprvenstvena dirka za Veliko nagrado v sezoni 1937. Potekala je 26. septembra 1937 na dirkališču Masaryk pri Brnu.

## Poročilo

### Pred dirko
Moštvo Auto Union je imelo težave s svojo dirkaško zasedbo, saj je bil Rudolf Hasse bolan, Achille Varzi pa je prišel na dirko z dvema poškodovanima prstoma. Prvi dan prostih treningov je bil Varzi počasen, zato je drugi dan prostih treningov prosil za dovoljenje, da zapusti dirko, ker ga je poškodba preveč ovirala. Scuderia Ferrari je na dirko prišla zelo pozno, Tazio Nuvolari je naredil zelo malo krogov na prostih treningih. Hermann Lang in Bernd Rosemeyer sta bila na prostih treningih najhitrejša, sledili so jima Manfred von Brauchitsch, Rudolf Caracciola, Richard Seaman in Hermann Paul Müller. Toda ti časi niso šteli za štartno vrsto, ki je bila določena na podlagi žreba. Moštvo Mercedes-Benza je dobilo drugi štartni položaj in po nekaj prepirov in dogovarjanja v moštvu je z njega štartal Lang, kot najhitrejši na treningu, najboljši štartni položaj pa je izžrebal Tazio Nuvolari. 

### Dirka
Na štartu je povedel Rosemeyer, sledila sta mu Lang in von Brauchitsch. Caracciola se je odločila za nekoliko počasnejši začetek, da bi s tem hranil pnevmatike. Že kmalu je Rosemeyer začel bežati zasledovalcem. V petem krogu je Lang doživel najhujšo nesrečo v svoji karieri. V desnem ovinku okoli trinajstega kilometra steze je zletel v jarek ob stezi, pri tem sta dva gledalca umrla, dvanajst pa jih je bilo poškodovanih. Gledalci so sedeli na prepovedanem območju, vseeno pa so organizatorji dirke športnemu direktorju Mercedesa, Alfredu Neubauerju, svetovali, naj Lang čim hitreje zapusti državo, preden bi bil aretiran. Von Brauchitsch je spustil Caracciolo, ki je začel loviti vodilnega Rosemeyerja. Von Brauchitsch mu je želel slediti, toda preveč je obrabil pnevmatike in moral na postanek v rezervnih boksih. Caracciola je do osmega kroga že ujel vodilnega, von Brauchitsch pa je moral na nov postanek, ker v rezervnih boksih ni bilo goriva, zato je padel na začelje. 
V devetem krogu je Rosemeyer prepozno zaviral za enega od ovinkov, zavore so blokirale in zapeljal je s steze. Pri tem je tako poškodoval enega od koles, da je moral odstopiti. Caracciola je s tem prišel do vodstva, za njim so dirkali še Müller, Seaman in von Brauchitsch. Krog kasneje je Seaman uspel prehiteti Müllerja za drugo mesto, v dvanajstem krogu pa je von Brauchitsch prehitel tako Seamana, kot tudi Müllerja, in prevzel drugo mesto. V zadnjih krogih so Mercedesovi dirkači, ki so imeli trojno vodstvo, upočasnili in hranili material, Rosemeyer pa je odšel do boksov, kjer je prevzel Müllerjev dirkalnik. Odpeljal je nekaj hitrih krogov in se ob začetku zadnjega kroga približal Seamanu na oseminštirideset sekund, v zadnjem krogu pa je prehitel presenečenega angleškega dirkača. Caracciola je zmagal, von Brauchitsch pa je osvojil drugo mesto le pet sekund pred Rosemeyerjem, Seaman je bil četrti, Nuvolari pa peti. 

### Po dirki
Mesto Langove nesreče so organizatorji pred štartom dirke izpraznili, toda ko so organizatorji odšli, so se gledalci vrnili. Vseeno pa je bil Lang obtožen po štirinajstih točkah, tudi prehitre vožnje po cesti. Pravni postopek je trajal vrsto let in se je končal šele nekaj let po Drugi svetovni vojni, ko je bil Lang oproščen vseh obtožb.

## Rezultati

### Dirka
| Poz | Št | Dirkač                              | Moštvo           | Dirkalnik          | Krogi | Čas/Odstop | Št. m. |
| --- | -- | ----------------------------------- | ---------------- | ------------------ | ----- | ---------- | ------ |
| 1   | 2  | Rudolf Caracciola                   | Daimler-Benz AG  | Mercedes-Benz W125 | 15    | 3:09'25.3  | 8      |
| 2   | 4  | Manfred von Brauchitsch             | Daimler-Benz AG  | Mercedes-Benz W125 | 15    | + 36.4     | 5      |
| 3   | 12 | Hermann Paul Müller Bernd Rosemeyer | Auto Union       | Auto Union C       | 15    | + 41.1     | 6      |
| 4   | 6  | Richard Seaman                      | Daimler-Benz AG  | Mercedes-Benz W125 | 15    | + 1'18.5   | 7      |
| 5   | 18 | Tazio Nuvolari                      | Scuderia Ferrari | Alfa Romeo 12C-36  | 14    | + 1 krog   | 1      |
| 6   | 20 | Antonio Brivio                      | Scuderia Ferrari | Alfa Romeo 12C-36  | 14    | + 1 krog   | 4      |
| 7   | 34 | László Hartmann                     | Privatnik        | Maserati 8CM       | 13    | + 2 kroga  | 9      |
| 8   | 32 | Ernő Festetics                      | Privatnik        | Maserati 8CM       | 12    | + 3 krogi  | 10     |
| Ods | -  | Paul Pietsch                        | Privatnik        | Maserati 6C-34     | -     | Trčenje    | 12     |
| Ods | 28 | Luigi Soffietti                     | Privatnik        | Maserati 6C-34     | -     | -          | 13     |
| Ods | 10 | Bernd Rosemeyer                     | Auto Union       | Auto Union C       | 8     | Zavore     | 3      |
| Ods | 8  | Hermann Lang                        | Daimler-Benz AG  | Mercedes-Benz W125 | 5     | Trčenje    | 2      |
| Ods | 28 | Renato Balestrero                   | Privatnik        | Alfa Romeo P3      | -     | -          | 11     |
| DNS |    | Achille Varzi                       | Auto Union       | Auto Union C       |       | Poškodba   |        |
| DNS |    | Hans Stuck                          | Auto Union       | Auto Union C       |       |            |        |
| DNS |    | Rudolf Hasse                        | Auto Union       | Auto Union C       |       | Bolezen    |        |
| DNA |    | Hans Ruesch                         | Privatnik        | Alfa Romeo 8C-35   |       |            |        |